# One more purple funk… -硬命 katana-
「one more purple funk… -硬命 katana-」は、ENDRECHERI名義の1枚目のシングルとして発売した堂本剛の通算12枚目のシングル。2018年8月22日にRAINBOW☆ENDLI9より発売された。

## 解説
- 堂本剛名義で発売された前作「PANTIES が だしたいんだ どしても」から約4年ぶりに「ENDRECHERI」名義で発売されたシングルである。
- 表題曲の「one more purple funk… -硬命 katana-」は、 dTVオリジナルドラマ「銀魂2 -世にも奇妙な銀魂ちゃん-」の主題歌に起用されている。 自作の楽曲がドラマタイアップに起用されるのは、2013年発売のシングル「瞬き」以来3作目である。
- 初回盤Aの特典映像には「one more purple funk... -硬命 katana-」のMusic Clipと、たっぷりとENDRECHERIのダンスをノーカットで堪能できる「one more purple funk... -硬命 katana- 1cut version」が収録されている。
- 初回盤Bには「奥奥奥之院」と、特典映像には、「funky レジ袋」ができるきっかけとなった「ENDRECHERI TSUYOSHI DOMOTO」Zepp DiverCity公演のゆるゆるMCとレコーディングの様子を収録した｢Making of funky レジ袋｣が収録されている。
- 通常盤にはタイトルとは裏腹にめちゃ黒FUNKな「funky レジ袋」や、思わず踊りだしたくなるパーティーファンクチューン「神機械」や、ストレートなラブソング「Rainbow gradation」が収録されている。
- 2020年6月17日より、Complete Edition(全5曲)のダウンロードおよびストリーミング配信が開始された。[2]

## チャート成績
2018年9月3日付のオリコン週間シングルランキングで、初週6.9万枚を売り上げ、初登場首位を獲得した。これでソロシングルの首位は2013年発売の「瞬き」に次いで、通算9作目となった。

## 収録曲
全作詞・作曲：堂本剛

### Limited Edition A（初回盤A）

#### CD
1. one more purple funk… -硬命 katana-
（編曲：堂本剛、Gakushi）
dTVオリジナルドラマ「銀魂2 -世にも奇妙な銀魂ちゃん-」主題歌。
妖艶なギターリフとメロディ、そしてKenKenのベース炸裂なファンクロック。
2. one more purple funk… -硬命 katana- Instrumental

#### DVD
1. one more purple funk… -硬命 katana- Music Clip
2. one more purple funk… -硬命 katana- 1cut version

### Limited Edition B（初回盤B）

#### CD
1. one more purple funk… -硬命 katana-
2. 奥奥奥之院
（編曲：堂本剛、竹内朋康）

#### DVD
1. Making of funky レジ袋

### Original Edition（通常盤）

#### CD
1. one more purple funk… -硬命 katana-
2. funky レジ袋
（編曲：堂本剛、竹内朋康）
「ENDRECHERI TSUYOSHI DOMOTO」Zepp Diver City公演のMC中の剛と竹内朋康とのやりとりがきっかけで誕生した楽曲。
3. 神機械（じんましん）
（編曲：堂本剛、Gakushi）
「ENDRECHERI TSUYOSHI DOMOTO」初日開演前、衣装のサスペンダーが擦れて蕁麻疹が出て、その日のアンコールで「じんましん」をキーワードにセッションし、そこから生まれた楽曲。
4. Rainbow gradation
（編曲：佐々木潤）